# David Tapp
David Tapp es un personaje ficticio de la serie de películas Saw, interpretado por Danny Glover.

## Perfil

### La investigación de Jigsaw
David Tapp es un detective veterano. Junto con su compañero Sing, son llamados a la escena de un crimen por la detective Kerry, donde encuentran el cuerpo de Paul Stallberg. Una vez examinado el cuerpo, se dan cuenta del M.O. del asesino. Al poco tiempo encuentran otra víctima (Mark Rodríguez) con patrones muy parecidos, sólo que esta vez encuentran un bolígrafo, del Doctor Gordon, por lo que ambos van a interrogarlo.
El asesino llamado por la prensa Jigsaw se convierte en un problema para el departamento de policía, debido a que el doctor Gordon brinda su coartada, en la cual se confirma que él se encontraba en un lugar distinto a la hora del asesinato. Además una víctima ha escapado, Amanda Young, sin embargo su testimonio de poco sirve para atrapar al asesino.

### Enfermo de todos
Tapp descubre en un vídeo en la trampa de Amanda un grafiti conocido, por lo que descubre la localización de la guarida de Jigsaw. Junto con Sing, acude a la guarida en la cual descubren varias trampas y bocetos en desarrollo, incluso encuentran a un hombre llamado Jeff, el cual se encuentra en una trampa, pero al oír entrar a Jigsaw, Tapp decide ver sus movimientos en lugar de capturarlo, cuando Jigsaw habla con Jeff ambos detectives se muestran, por lo que el asesino activa la trampa de Jeff, dándoles a elegir a los detectives si atraparlo o salvar a Jeff, así que mientras que Sing ayuda a Jeff, Tapp atrapa a Jigsaw, sin embargo este le corta el cuello y escapa. Sing persigue a Jigsaw, quien al oír un disparo perdido del detective se tira al suelo, fingiendo haber sido herido. Sing al acercarse, activa una trampa, en la cual muere rápidamente y Jigsaw escapa. Tapp llega para ver a Sing muerto.

### Gordon o Jigsaw
Tapp es expulsado del cuerpo policial y se obsesiona con la idea de que Lawrence Gordon es Jigsaw, por lo que alquila un departamento cercano a la casa de Gordon, instala cámaras para observarlo, incluso contrata un fotógrafo (Adam Faulkner), para seguir y espiar al doctor. Un día, mientras Gordon no está, Tapp se queda vigilando su casa y comprueba que hay otro hombre con su esposa. Piensa que es tan solo un amante, así que no se preocupa, hasta que varias horas más tarde, escucha disparos, por lo que decide ir a investigar.
Al llegar a la residencia de los Gordon, descubre a Zep Hindle secuestrando a la familia de Lawrence. Al luchar contra Zep, logra salvar a Alison y Diana Gordon, pero el secuestrador escapa. Tapp decidido a atraparlo, lo sigue hasta las alcantarillas, donde se llevaba a cabo la trampa del baño. Zep se encuentra con Tapp y tras una breve lucha, Zep dispara en el pecho a Tapp para escapar. Tapp se desploma y muere.
En Saw IV se ve un cartel en la comisaría de policía con David Tapp y Steven Sing con la frase que decía "sus sacrificios nunca se olvidarán".
En Saw V se ve en una foto del siendo homenajeado junto a sus compañeros caídos y más adelante se le ve interrogando a Lawrence Gordon, aunque este último no aparece.

### Saw: El Videojuego
Partiendo del argumento de las películas, el detective Tapp no muere tras recibir un disparo en el pecho, sino que es capturado por Jigsaw, quien le extrae la bala y lo cura. Cuando Tapp recobra la consciencia se encuentra a sí mismo atrapado en una de las trampas de Jigsaw. A partir de este momento el detective deberá empezar su propio juego de supervivencia, resolviendo los macabros rompecabezas de Jigsaw, y venciendo a otros prisioneros del asesino, cuya misión es matar al detective para extraer una llave que Jigsaw ha escondido en su cuerpo durante la extracción de la bala, y que sirve a los demás prisioneros para escapar de sus propias trampas.

## Apariciones
- Saw
- Saw IV (foto)
- Saw V (Flashback y foto)
- Saw: The Videogame
- Dead by Daylight

## Doblaje
- Ernesto Aura dobla a  David Tapp en Saw.

- Datos: Q5240275